# Albireo
Albireo (β Cyg, β Cygni, Beta Cyg, Beta Cygni) peta je najsjajnija zvijezda u zviježđu Labud (Cygnus). Iako je po Bayerovoj klasifikaciji oznake beta, slabijeg je sjaja od Gamme Cygni, Delte Cygni i Epsilona Cygni. Albireo golim okom predstavlja jednostruku zvijezdu magnitude 3, ali se kroz teleskop, čak i pri malom uvećanju, pretvara u optički dvostruku zvijezdu. Svjetlija žuta zvijezda (zapravo dvojna) čini sjajan kontrast u boji sa svojom manje sjajnom plavom zvijezdom. Nalazi se u glavi zamišljena lika labuda. Albireo A je narančast (površinske temperature 4080 K), a Albireo B modar (13 200 K). Udaljeni su oko 490 svjetlosnih godina od Zemlje i udaljavaju se radijalnom brzinom od –24,1 km/s. Smatra se da je zvjezdani sustav star približno 100 milijuna godina.

## Imenjaci
USS Albireo (AK-90) je bio američki teretni brod klase Crater nazvan po zvijezdi.